# Adelognathus longithorax
Adelognathus longithorax là một loài tò vò trong họ Ichneumonidae.